# Post Office
Post Office Ltd – brytyjskie przedsiębiorstwo państwowe zarządzające siecią placówek pocztowych na terenie Wielkiej Brytanii. Głównym obszarem działalności przedsiębiorstwa jest świadczenie usług pocztowych (w szczególności związanych z nadawaniem i odbieraniem przesyłek), bankowych oraz na rzecz instytucji rządowych (m.in. pośrednictwo w wydawaniu praw jazdy, paszportów i kart wędkarskich, wypłacanie zasiłków).

## Działalność
W marcu 2023 roku liczba placówek pocztowych pod szyldem Post Office wynosiła 11 684. Liczba ta utrzymuje się na względnie stałym poziomie od 2009 roku; niemniej jednak jest niemal o połowę niższa niż w latach 80. XX wieku. Przedsiębiorstwo bezpośrednio zarządza niewielką liczbą placówek, w marcu 2023 roku – 117. Te zwane są crown post office („koronny urząd pocztowy”), ulokowane są najczęściej w centrach większych miast i oferują pełną gamę usług pocztowych. Pozostałe placówki funkcjonują na podstawie umowy franczyzowej pomiędzy Post Office Ltd a prywatnymi przedsiębiorcami (w niektórych przypadkach franczyzobiorcami są przedsiębiorstwa, np. sieć handlowa WH Smith). Część placówek franczyzowych operuje w ramach innego obiektu handlowego np. sklepu ogólnospożywczego, stacji benzynowej czy apteki. Niektóre placówki na obszarach wiejskich mają charakter obwoźny lub operują wyłącznie w wybrane dni tygodnia. Zakres oferowanych usług różni się w poszczególnych placówkach, jednak w każdym przypadku obejmuje nadawanie oraz odbiór listów i paczek, wpłaty i wypłaty pieniężne z kont bankowych, opłacanie rachunków oraz wypłaty świadczeń społecznych osobom nieposiadającym konta bankowego. Większość placówek umożliwia klientom nabycie większości produktów i usług oferowanych przez Royal Mail.
Przedsiębiorstwo stanowi własność rządu brytyjskiego, który nadzoruje jego działalność. Za działalność bieżącą odpowiada rada dyrektorów, członkowie której powoływani są przez lub za aprobatą odpowiedniego ministerstwa (od 2023 roku – Department for Business and Trade). Spółka otrzymuje dotacje z budżetu państwa (w 2023 roku – 50 mln funtów). W zamian zobowiązana jest m.in. do zapewnienia, że 90% brytyjskiego społeczeństwa zamieszkuje nie dalej niż jedną milę (ok. 1,6 km) od najbliższego oddziału pocztowego, a 99% – nie dalej niż trzy mile (ok. 4,8 km).
W 2023 roku przedsiębiorstwo uzyskało przychód w wysokości 885 mln funtów, zysk z działalności operacyjnej wyniósł 50 mln funtów, a strata netto – 76 mln funtów.

## Historia
Początki państwowej sieci pocztowej sięgają ustanowionego w 1660 roku Generalnego Urzędu Pocztowego (General Post Office, GPO), odpowiedzialnego za przewóz przesyłek pocztowych, pierwotnie na terenie Królestwa Anglii, następnie całej Wielkiej Brytanii, jak i imperium brytyjskiego. W 1840 roku poczta brytyjska wprowadziła pierwszy na świecie znaczek pocztowy (Penny Black), znacznie uproszczając dotychczas skomplikowany, a przez to kosztowny, system pobierania opłat za przesyłki. W 1854 roku GPO otworzyło pierwszą własną placówkę pocztową; wcześniej wszystkie były przedsięwzięciami prywatnymi.
W 1969 roku system pocztowy poddano reorganizacji. Zlikwidowano General Post Office, który był departamentem rządowym, a utworzono przedsiębiorstwo państwowe o nazwie Post Office. W latach 1986–1987 dokonano jego podziału na trzy odrębne podmioty, operujące w ramach grupy Royal Mail: pierwszy odpowiedzialny za przewóz listów, drugi – paczek, a trzeci za zarządzanie placówkami pocztowymi (Post Office Counters Ltd, od 2001 roku – Post Office Ltd).
Wraz z prywatyzacją grupy Royal Mail w 2012 roku Post Office Ltd zostało z niej wydzielone i pozostało własnością państwa. Oba przedsiębiorstwa zawarły 10-letnie porozumienie, później przedłużone do 2032 roku, w ramach którego zobowiązały się do współpracy w zakresie świadczenia usług pocztowych. Wstępne porozumienie dawało Royal Mail wyłączność na odbiór i dostarczanie przesyłek z i do placówek Post Office. Okres wyłączności zakończył się w 2021 roku; w tym samym roku Post Office po raz pierwszy w historii zawiązało współpracę z innymi przedsiębiorstwami świadczącymi usługi przewozowe – DPD i Amazon.

### Skandal dotyczący oprogramowania Horizon
Na początku XXI wieku Post Office Ltd było głównym uczestnikiem nagłośnionego w mediach skandalu – w latach 1999–2015 ponad 900 naczelników poczty zostało niesłusznie oskarżonych oraz uznanych winnymi kradzieży pieniędzy należących do przedsiębiorstwa oraz fałszowania ksiąg rachunkowych, w wielu przypadkach skazanych na pozbawienie wolności. Podstawą do tego były niezgodności rachunkowe wykazywane przez system informatyczny o nazwie Horizon, opracowany przez Fujitsu, który wykorzystywany był do wykonywania transakcji pieniężnych z poszczególnymi placówkami. W późniejszych latach na jaw wyszło, że ich faktyczną przyczyną były błędy w oprogramowaniu. Przedmiotem kontrowersji były m.in. nadmierna ufność w nieomylność systemów komputerowych oraz zatajanie przez przedsiębiorstwo znanych mu zastrzeżeń co do poprawności działania systemu. Sytuacja określona została mianem największej pomyłki sądowej w brytyjskiej historii. Do lutego 2024 roku unieważnione zostały 102 wyroki sądowe w tej sprawie (pierwszy w 2020 roku). Wówczas to rząd brytyjski zapowiedział rozpoczęcie prac nad projektem ustawy, która ma uniewinnić większość pozostałych osób.